# 高顕国
高 顕国（こう けんこく、生没年不詳）は、北斉の皇族。高歓の再従弟にあたる。

## 経歴
高猛虎（高盛の兄）の子として生まれた。東魏の武定末年、撫軍将軍の号を受け、汶陽男の爵位を受けた。北斉の天保元年（550年）6月、襄楽王に封じられ、右衛将軍の号を受けた。

## 妻
- 敬氏（けいし、502年 - 554年）[4]

## 伝記資料
- 『魏書』巻32 列伝第20
- 『北斉書』巻14 列伝第6
- 『北史』巻51 列伝第39
- 斉襄楽王故妃墓誌銘（高顕国妃敬氏墓誌）